# Rdest prorostlý
Rdest prorostlý (Potamogeton perfoliatus) je druh jednoděložných rostlin z čeledi rdestovité (Potamogetonaceae).

## Popis
Jedná se vodní rostlinu s cca 4–5 mm silným oddenkem, turiony se nevytváří. Patří mezi tzv. širokolisté rdesty. Lodyha je do 250 cm dlouhá, víceméně oblá. Listy jsou pouze ponořené, listy plovoucí na hladině se nevytváří. Ponořené listy jsou jednoduché, přisedlé, střídavé, čepele jsou okrouhle vejčité až vejčitě kopinaté, do 1,7–6,5 cm dlouhé a asi 0,7–4 cm široké, 13–33 žilné. Báze čepele je objímavá. Palisty jsou vyvinuty, tvoří relativně malý jazýček. Květy jsou v květenstvích, v klasech na stopkách. Okvětí není rozlišeno na kalich a korunu, skládá se ze 4 okvětních lístků, většinou nenápadných, zelenavých až hnědavých, někteří autoři je však považují za přívěsky tyčinek. Tyčinky jsou 4, srostlé s okvětím. Gyneceum je apokarpní, složené z 4 plodolistů. Semeník je svrchní. Plodem je nažka, na vrcholu s krátkým zobánkem.

## Rozšíření ve světě
Rdest prorostlý roste ve velké části Evropy, Asie a Severní Ameriky, dále roste v Guatemale, Austrálii a v Africe.

## Rozšíření v Česku
V ČR je to v současnosti velmi vzácný a silně ohrožený druh (kategorie C2), vyskytuje se od nížin do podhůří. Nejčastěji roste v rybnících, řekách, mrtvých říčních ramenech a pískovnách. V minulosti byl hojnější, ale ustoupil díky intenzivnímu chovu ryb a znečištění vod.